# Il castello di Vogelod
Il castello di Vogelod (Schloß Vogelöd) è un film muto del 1921 diretto da Friedrich Wilhelm Murnau.
Tra i primi film del regista, è uno dei pochi sopravvissuti.

## Trama
Riuniti in un castello, dove si erano radunati per partecipare a una caccia, alcuni uomini di società sono costretti a passare al chiuso il loro tempo a causa delle pessime condizioni atmosferiche. Al gruppo si aggiunge anche il conte Johann Oetsch, che non fa parte degli invitati e che è evitato da tutti perché corre voce sia il responsabile della morte del fratello. Una voce alimentata da un giudice in pensione.
Al castello giunge la baronessa Safferstätt, la vedova del morto che ora si è risposata. La contemporanea presenza di Oetsch e della baronessa imbarazza gli ospiti, ma la baronessa decide di restare in attesa dell'arrivo di padre Faramund, il consigliere spirituale del suo ex marito, cui vuole confessarsi.
Nei giorni seguenti, Oetsch, la baronessa e suo marito, Safferstätt, si accusano a vicenda dell'omicidio. Fino a quando la baronessa confessa a padre Faramund che il suo precedente matrimonio si stava rivelando un fallimento, con il marito sempre più interessato ad argomenti spirituali che non a lei. Una sera, in presenza di Safferstätt, amico di lunga data del marito, lei aveva espresso il bisogno di qualcosa di trasgressivo che la allontanasse dai buoni sentimenti. Il suo desiderio era stato interpretato da Safferstätt come una volontà di liberarsi del marito, così il barone aveva ucciso l'amico.
Finalmente libera, la donna si era risposata con Safferstätt, per poi scoprire che quello che la legava al nuovo marito non era nient'altro che il vuoto dei sentimenti.
Alla fine della sua confessione, padre Faramund si toglie la finta barba e la parrucca, rivelando di essere in verità il conte Oetsch. Che può così ribadire la sua innocenza. Al barone Safferstätt non resta che il suicidio, mentre al castello giunge il vero padre Faramund.

## Produzione
Il film fu prodotto dall'Uco-Film GmbH (con il nome Uco) e Decla-Bioscop AG. Venne girato dal 10 febbraio al 2 marzo 1921.

## Distribuzione
Distribuito dalla Decla-Bioscop AG, uscì nelle sale cinematografiche tedesche il 7 aprile 1921, presentato in prima al Marmorhaus di Berlino.